# Vincenzo Croce
Vincenzo Croce (Roma, 23 dicembre 1932 – Rocca di Papa, 11 agosto 2011) è stato un astrofisico, scrittore e divulgatore scientifico italiano.
È stato uno dei primi autori della fantascienza italiana degli "anni d'oro" (1952-1960) pubblicando sulla storica rivista Oltre il cielo racconti con gli pseudonimi di Vicro e Massimo Doncati.

## Biografia
Allievo di Massimo Cimino, si laureò in fisica all'Università di Roma con una tesi sperimentale sulle correlazioni tra attività solare ed eventi di tipo geomagnetico. In seguito lavorò come astrofisico presso l'Osservatorio astronomico di Roma di Monte Mario, dove istituì, presso la Torre Solare, un servizio giornaliero di osservazione ed elaborazione dati sulle macchie solari.
Iniziò la propria carriera letteraria mentre era studente universitario, scrivendo numerosi racconti di fantascienza per la rivista pionieristica Oltre il cielo dal 1958 al 1959, firmandosi con l'acronimo Vicro e con lo pseudonimo Massimo Doncati.
Come saggista di divulgazione scientifica collaborò a numerose riviste, tra le quali Coelum (Università di Bologna), Fanta-story e Scienza duemila (edizioni Tattilo), Il giornale dei misteri (ed. Tedeschi), Oltre il futuro, Abstracta. Ha scritto per il Dizionario biografico degli italiani le voci su Giulio e Azeglio Bemporad.
Ha pubblicato libri di divulgazione (Enigmi del cosmo, Luci e ombre sull'universo, Nascita e morte delle stelle) negli anni ottanta.

## Opere

### Saggistica
- Coronal isophotes of the 15th February 1961 eclipse (con Massimo Cimino), Catania, Scuola Salesiana del Libro, 1965
- La determinazione dei campi magnetici delle macchie solari all'Osservatorio astronomico di Roma, Catania, Scuola Salesiana del Libro, 1967
- Sulla determinazione della posizione dei poli magnetici del Sole dall'esame dei raggi polari della corona, Firenze, Tipografia Raccini & Chiappi, 1968
- Enigmi del cosmo, Nuova scienza, Edizioni Mediterranee, 1981, ISBN 8827206167
- Luci e ombre sull'universo. Pagine di cosmologia, Torino, Paravia, 1981
- Nascita e morte delle stelle, Idee chiave n.68, Paravia, 1982